# Hanøy
Hanøy är en tätort i Askøy kommun i Vestland fylke i västra Norge. Orten ligger vid en gren av fylkesväg 562 i den västra delen av kommunen. Den omfattar bebyggelse på ett antal öar, bland annat Askøy, Hanøyna och Marholmen.